# Markraběcí operní dům v Bayreuthu
Markraběcí operní dům (německy Markgräfliches Opernhaus) v bavorském městě Bayreuth je barokní operní budova z poloviny 18. století. 30. června 2012 byl zapsán na seznam světového dědictví UNESCO.

## Dějiny

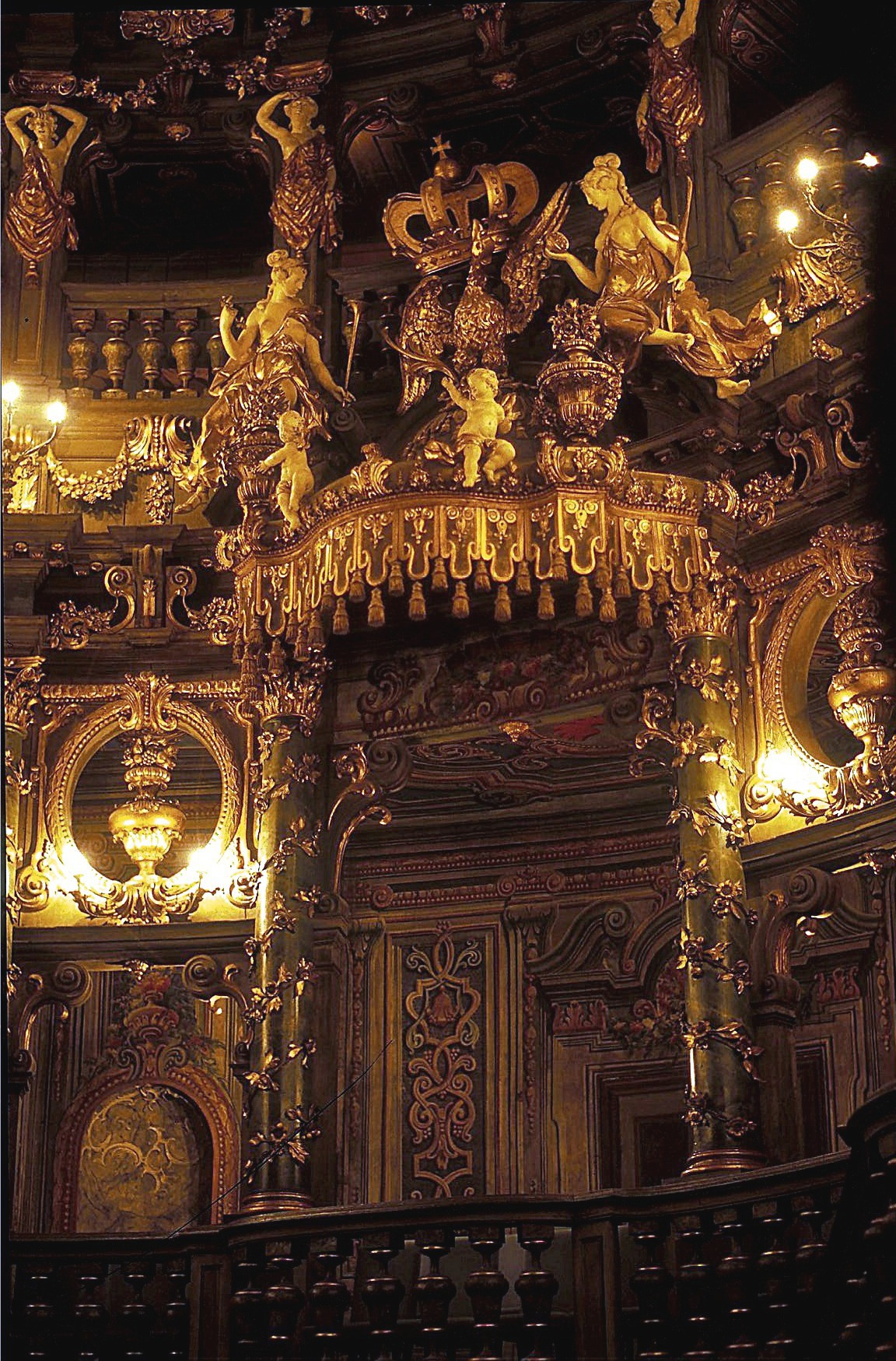
Knížecí lóže

Divadlo dala postavit v letech 1744-1748 princezna Vilemína Pruská, skladatelka a manželka markraběte Frederika z Bayreuthu, která divadelní provoz až do své smrti řídila. Bayreuthské divadlo je jednou z mála historických divadelních budov z této doby, která se zachovala v původním stavu.
Budovu navrhl Joseph Saint-Pierre, interiéry italští architekti Giuseppe Galli da Bibiena a Carlo Galli da Bibiena ve stylu italského pozdního baroka. Divadlo má výšku 26,2 m, délku 71,5 m a šířku 30,8 m. Sál pro 500 diváků má dřevěné lóže ve třech patrech nad sebou, jak to odpovídalo společenskému postavení diváků. Knížecí lóži však markraběcí pár téměř vůbec nepoužíval, sedával uprostřed první řady ve zlatých křeslech. Po smrti knížete roku 1763 byl provoz divadla zastaven a budova se dlouho nepoužívala. Možná také proto nevyhořela jako většina barokních divadel s dřevěným vnitřním zařízením.
V roce 1870 se o divadle náhodou dozvěděl skladatel Richard Wagner a zaujalo ho svojí velikostí. Když si je však prohlédl, usoudil, že se pro jeho záměr nehodí. Nicméně Bayreuth se mu zalíbil a dal postavit na okraji města vlastní divadlo, kde se dodnes konají Wagnerovy festivaly.
Po druhé světové válce, do června 1947, budovu využívala americká armáda. V srpnu toho roku proběhly Mozartovy slavnosti.  Od roku 1948 se zde odehrávají Fränkische Festwoche mnichovských divadel.
V roce 1994 zde byla natáčena část filmu Farinelli o životě italského barokního zpěváka Farinelliho.
Od září 2012 do roku 2018 byla budova uzavřena a důkladně renovována.